# Ochrophlegma violacea
Ochrophlegma violacea är en insektsart som först beskrevs av Carl Stål 1876.  Ochrophlegma violacea ingår i släktet Ochrophlegma och familjen Pyrgomorphidae. Inga underarter finns listade i Catalogue of Life.